# 鄭賁 (唐朝)
鄭賁（?—?），出自荥阳郑氏北组第二房，唐朝官员，李希烈楚国政权宰相。

## 生平
鄭賁的父亲郑宏之，是杜甫的姨表兄弟，曾任定州刺史。鄭賁在唐代宗大历年间，官至许州刺史。唐德宗建中年间，淮西节度使李希烈起兵反唐，李希烈占据汴州，即皇帝位，国号楚，建元武成；以张鸾子、李绶、李元平为宰相，郑贲为侍中，孙广为中书令，以汴州为大梁府治。

## 同僚
- 张鸾子，李希烈楚国政权宰相。建中四年（783年），李希烈据有汴州（今河南省开封市），即皇帝位，国号楚，建元武成，与李绶、李元平同列宰相。